# 銀田鎮
銀田鎮（ぎんでんちん）は中華人民共和国湖南省韶山市の鎮。

## 行政区画
- 銀田寺社区
- 銀田村
- 南村村
- 華南村
- 銀園村

## 経済

### 名物・特産品
- イネ
- ヒマワリ[4]

## 地理
- 河川：銀河
- 山：竜骨嶺、158.2米

## 教育
- 銀田中学

## 交通

### 鉄道
- 韶広線
- 滬昆高鉄

### 道路
- 県道X034
- 省道S330
- 韶邵高速公路

## 観光
- 銀田寺
- 張公橋
- 竜抗嶺対日戦争紀念遺址